# УВБ-76
УВБ-76 (іноді іменована також УЗБ76, номер S28 за класифікацією ENIGMA2000) — російська короткохвильова радіостанція системи «Моноліт» на частоті 4625,0 кГц. Черговий оператор радіостанції передає радіограми з використанням фонетичної абетки, так звані «моноліти».

## Історія
Радіостанція спостерігається в ефірі від початку 80-х років XX ст. (за деякими відомостями — радіостанція розпочала свою роботу в 1975 році).
Завдяки характерному «дзижчанню» чергового сигналу даної станції серед аматорів за нею закріпилася також назва «Жужжалка» (англ. The Buzzer). Однак у відомих переданих повідомленнях жодного разу не фігурувала назва станції або її позивний — всі відомі передані повідомлення є унікальними, що не дозволяє інтерпретувати їх частини в даній якості. Всі «назви» цієї станції, такі як «НЖТИ», «МДЖБ», «ЖУОЗ», «АНВФ», «НАИМИНА», «БРОМАЛ» та інші, утворені за ознакою першого слова з текстового повідомлення після переривання чергового сигналу.
Про призначення радіостанції УВБ-76 єдиної версії не існує, оскільки офіційно призначення станції не було підтверджено будь-якими урядовими чи іншими органами. Однак колишній міністр зв'язку та інформаційних технологій Литви Римантас Плейкис (1996-1998) стверджував, що метою голосових повідомлень в ефірі за допомогою даної радіостанції є підтвердження, що оператори перебувають на станціях, приймають радіоповідомлення та знаходяться у стані постійної готовності. За цією версією, прийняті «моноліти» на вузлах зв'язку пунктів управління об'єднань, з'єднань, окремих військових частин, з чітким дотриманням часових нормативів, підтверджуються у вищі ланки військового управління (за підпорядкованістю), як правило, іншими засобами зв'язку і телекомунікації.   

### Розташування
За даними 2016 року, центрами мовлення були Воронеж, Псков і селище Бугри Ленінградської області РФ.
У липні 2018 року за допомогою загальнодоступної мережі SDR-радіоприймачів KIWI було підтверджено розташування передавача у передавальному радіоцентрі 60 вузла зв'язку «Вулкан» Міністерства оборони Росії (селище Керро Ленінградської області).

### Обладнання
Імовірно працює короткохвильовий передавач Бріоліт — ШПМ або ПКМ-20 антена — горизонтальний диполь ВГДШ (точно не відомо, чи з цим обладнанням станція працювала з Поварово). Також не виключається робота двох передавачів, що знаходяться в різних місцях. Формат — звуковий генератор для чергового прийому, формалізований сигнал — мікрофон. Потужність передавача — 15 кВт.

## Режим роботи

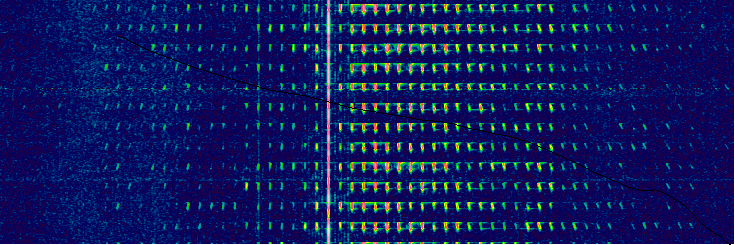
Спектр УВБ-76 з показує подавлену нижню бічну смугу.

Короткохвильова радіостанція, що працює на частоті 4625,0 кГц з використанням односмугової амплітудної модуляції (в режимі SSB) на верхній бічній смузі USB (подавлена нижня бічна смуга, ослаблений носій, повна верхня бічна смуга). Раніше вона також використовувала класичну амплітудну модуляцію (A3E). 

### Маркер
Маркер радіостанції складається зі звукового тону на частоті 110 Гц (або інших частот, наприклад 120 або 130 Гц), який триває 1,2 с, зупиняється на 2-2,3 с і повторюється з різними інтервалами 15-20 (25) раз на хвилину. До листопада 2010 року передача звуку тривала приблизно по 0,8 с, а пауза тривала — менше 1,5 с.
Маркер каналу транслюється цілодобово, який звучить як короткий звуковий сигнал з частотою повтору 25 разів на хвилину. Мовлення станції здійснюється безперервно. Іноді маркер переривається та відбувається передача голосом російською мовою. Раніше, в кінці кожної години (останню хвилину) передавався звуковий сигнал тривалістю 1 хвилину.

## Повідомлення

### Звичайні повідомлення
З радіостанції регулярно передаються радіограми голосом, наприклад: МДЖБ 76497 жито 14 19 92 56.
| Позивний | Час використання                |
| -------- | ------------------------------- |
| УЗБ-76   | 1997 — 7 вересня 2010           |
| МДЖБ     | 7 вересня 2010 — 28 грудня 2015 |
| ЖУОЗ     | 28 грудня 2015 — 1 березня 2019 |
| АНВФ     | 1 березня 2019 — 30 грудня 2020 |
| НЖТИ     | 30 грудня 2020 — по т. ч.       |

На додаток до цих основних позивних, є «побічні позивні», які використовуються рідше, ніж основний — ЛНР4, КЗЙТ, МБИЩ, В6БИ, ІА6Н, ОЕУН, 8ЖСМ, 1СГ5, 6Е4Н, 94ЖТ, ЦЛИМ, Ц383, ЬБОМ, Ц32М, ЬБ2М, ХН87, 2БИП, ЦЖАП, УЛВН. Щоразу, коли змінюється основний позивний, усі попередні побічні позивні також відкидаються. 

### Незвичайні повідомлення
У деяких випадках в ефірі радіостанції можна почути віддалені розмови персоналу та інші фонові шуми, що дозволяє припустити, що звуки генеруються не самим передавальним пристроєм, а за допомогою пристрою, який розташований біля постійно увімкненого мікрофону.

11 листопада 2010 року в діяльності обслуговуючого персоналу радіостанції сталася серйозна помилка, в результаті чого в ефір потрапила службова розмова про проблему, яка виникла (пропав звуковий сигнал). Стали також відомі прізвища, військові звання персоналу та вузли зв'язку їх роботи 

АЛьо, Альо, Вулкан? Альо, Альо, Альо, Вулкан? Альо ... не чую так я не знаю, чому-сь тількі що... Боже, куди... А хто тут сьогодні? Ну у нас все чутно...Я не знаю... зрозуміло. Альо, і що робити? Знову їх викликати? Не знаю... Так, Машо, а який це канал по-вулкановскі? 31 2 4 10 О, зараз, повиси секундочку, добре? ще раз це який, 31 який? 31 2 4 10 4 10? зараз запишу... Альо, альо Альо Слухай, ти глянь будь ласка ще з приводу... Я тоді сама на них вийду. А ще глянь канал...
Оригінальний текст (рос.)
АЛё, Алё, Вулкан? Алё, Алё, Алё, Вулкан? Алё ... не слышу Да я не знаю, чего то только что... Господи, куда... А кто тут сегодня? Ну у нас все слышно...Я не знаю... Понятно. Алё, и чего делать? Опять заново их вызывать? Не знаю... Так, Маша, а какой это канал по-вулкановски? 31 2 4 10 О, щас, повиси секундочку, хорошо? ещё раз это какой, 31 какой? 31 2 4 10 4 10? щас запишу... Алё, алё Алё Слушай, ты посмотри пожалуйста ещё насчёт... Я тогда сама на них выйду. А ещё посмотри канал...

### Формат повідомленнь
Повідомлення передаються у форматі: *позивний станції* *розпізнавальна група* *кодове слово* *контрольні групи*. Позивні та кодові слова звучать спочатку повністю, а потім повторюються в фонетичному алфавіті російською мовою.
Приклад:
НЖТИ НЖТИ 16594 МАТЕМАТИЧКА 7828 8610
Де:
НЖТИ (Николай Женя Татьяна Иван) — позивний станції;
16594 — розпізнавальна група;
МАТЕМАТИЧКА (Михаил Анна Татьяна Елена Михаил Анна Татьяна Иван Человек Константин Анна) — кодове слово;
7828 8610 — контрольна група. 
Прим.: При наявності у повідомленні декількох кодових слів (N) — така ж кількість і контрольних групп (N).
Кодові слова в повідомленнях можуть бути одно- або двоскладовими.
Саме повідомлення повторюється двічі, тобто: 
НЖТИ НЖТИ 16594 МАТЕМАТИЧКА 7828 8610 (невелика пауза), НЖТИ НЖТИ 16594 МАТЕМАТИЧКА 7828 8610.

### Деякі голосові повідомлення
| Дата, дд.мм.рр | Час, UTC                                                              | Повідомлення (кожне повідомлення повторюється 2 рази)                                                                            | Запис                                                         |
| -------------- | --------------------------------------------------------------------- | --- | ------------------------------------------------------------- |
| 24.12.1997     | 21:58                                                                 | УВБ-76 УВБ-76, 18008 БРОМАЛ 7427 9914                                                                                            | Запис                                                         |
| 24.12.2000     | 12:30                                                                 | 74148 АНТИМОНАТ 2637 0931 |                                                               |
| 24.12.2000     | 12:45                                                                 | 6121 АНТИМОНАТ 2637 0931 |                                                               |
| 16.03.2001     | -                                                                     | гудіння |                                                               |
| 03.11.2001     | -                                                                     | Я — 143. Не получаю генератор. Идёт такая работа от аппаратной.                                                                  |                                                               |
| 19.11.2001     | 05:15                                                                 | Глушитель |                                                               |
| 01.12.2002     | 10:51                                                                 | 01 213 СКИФ 38 87 23 95 |                                                               |
| 06.12.2002     | 07:03                                                                 | 28138 КАРИАМА 7756 0151 АГГРАДАЦИЯ 0551 5597 ГЛАШАТЕЛЬ 7678 5508                                                                 |                                                               |
| 20.12.2002     | 18:43                                                                 | 45359 ДЕЛМЕЗОН 3749 6335 |                                                               |
| 15.01.2003     | 08:55                                                                 | 79992 БОНГУ 9923 7768 БРОНЩИК 7117 5770                                                                                          |                                                               |
| 15.01.2003     | 15:30                                                                 | 03517 КАМАСИТ 8668 8886 |                                                               |
| 16.01.2003     | 17:00                                                                 | 90824 КРОЛИСТ 5326 6256 |                                                               |
| 16.01.2003     | 17:56                                                                 | 73858 ПОДШЕФНЫЙ 8691 0374 |                                                               |
| 17.01.2003     | 09:00                                                                 | 93310 БИЛАДИТ 81 8449 |                                                               |
| 17.01.2003     | 14:02                                                                 | 98042 ВЯЛЕНИЕ 3620 0983 |                                                               |
| 21.01.2003     | 09:52                                                                 | 80516 ГАНОМАТИТ 2123 8625 |                                                               |
| 24.01.2003     | 17:25                                                                 | 07526 РАЗДВИЖНОЙ 1847 2796 |                                                               |
| 30.01.2003     | 08:04                                                                 | 01851 АЗОТИН 1889 2402 |                                                               |
| 30.01.2003     | 17:57                                                                 | 57084 ИНИЦИАЛЬ 7616 5679 |                                                               |
| 07.02.2003     | 09:03                                                                 | 15286 АНГЛЕЗ 5109 9829 БУШМАР 8989 5579 НОМИНАЦИЯ 7497 1656                                                                      |                                                               |
| 07.02.2003     | 09:34                                                                 | 85596 КЛАСА 8100 0291 |                                                               |
| 11.02.2003     | 17:58                                                                 | 12733 ЕДИНЕНИЕ 6779 6632 |                                                               |
| 01.03.2003     | 10:30                                                                 | 60130 ВАТРУХ 5889 5454 |                                                               |
| 21.03.2003     | 10:28                                                                 | 95695 ТРЕЗВЕННИК 1624 5427 ТВОРАИН 1624 0230                                                                                     |                                                               |
| 24.03.2003     | 06:51                                                                 | 01705 БРАМИРКА 1849 7039 |                                                               |
| 21.02.2006     | 7:57                                                                  | 56265 ФЕЛАК 1729 2898 ТУЛУПЩИК 8599 7559 ТОЛУОЛ 3752 5358                                                                        | Відео                                                         |
| 29.09.2009     | 16:00                                                                 | 99884 АСАСДНЫЙ 4267 2817 | Запис                                                         |
| 25.01.2010     | 17:13                                                                 | 95313 СУПРТКА 5415 1256 | Запис                                                         |
| 23.08.2010     | 13:35                                                                 | 93882 НАИМИНА 7414 3574 | Запис                                                         |
| 25.08.2010     | 06:54                                                                 | 38527 АККРЕЦИЯ 3609 5573 | Запис                                                         |
| 05.09.2010     | 13:39                                                                 | 19703 ПРЕГРАДА 8018 0657 | Запис                                                         |
| 10.09.2010     | 15:16                                                                 | 27416 ТРЕКАТОР 5250 1095 АРЕОГРАФИЯ 1805 3523                                                                                    | Запис                                                         |
| 11.11.2010     | 14:00                                                                 | Службова розмова | Запис                                                         |
| 04.09.2011     | -                                                                     | МДЖБ 80413 КИЗЯК 9526 2434 |                                                               |
| 25.01.2013     | 08:57                                                                 | МДЖБ ОБЪЯВЛЕНА КОМАНДА 135 |                                                               |
| 03.04.2013     | 12:28                                                                 | Я — Ревизор. Воздух: 30 25 76 618 75 852 13 / 33 20 77 78                                                                        |                                                               |
| 22.01.2014     | 17:36                                                                 | МДЖБ МДЖБ 45220 МАЛДЫКА 9366 0927                                                                                                |                                                               |
| 22.01.2014     | 17:46                                                                 | МДЖБ МДЖБ 81800 ГАЛБАН 2485 8872                                                                                                 |                                                               |
| 22.01.2014     | 17:47                                                                 | МДЖБ МДЖБ 54155 ТАЛАУД 3215 9940                                                                                                 |                                                               |
| 22.01.2014     | 17:52                                                                 | МДЖБ МДЖБ 46131 ПАЛАТОЧНЫЙ 8164 7673                                                                                             |                                                               |
| 27.01.2014     | 15:50                                                                 | МДЖБ МДЖБ 47600 ПЛАКСОГЕН 5101 6032                                                                                              |                                                               |
| 27.01.2014     | 16:30                                                                 | МДЖБ МДЖБ 36410 САКСАФУЛ 1367 7280                                                                                               |                                                               |
| 30.01.2014     | 14:25                                                                 | МДЖБ МДЖБ 83905 ТЕКСТОЛИТ 6720 6771                                                                                              |                                                               |
| 03.02.2014     | 16:03                                                                 | МДЖБ МДЖБ 68278 БАЗОАР 7383 6311                                                                                                 |                                                               |
| 07.02.2014     | 09:08                                                                 | 5448, 8С1Щ 8С1Щ 45 НА СЕГОДНЯ ОГРАНИЧИТЬ ПРИМЕНЕНИЕ ВОЙСК, МАССОВЫЙ ВЫХОД ТЕХНИКИ В СВЯЗИ С НАЧАЛОМ ОТКРЫТИЯ ОЛИМПИЙСКИХ ИГР,    |                                                               |
| 07.02.2014     | 09:25                                                                 | 5473,АЛЬФА45 АЛЬФА 45 НА СЕГОДНЯ ОГРАНИЧИТЬ ПРИМЕНЕНИЕ ВОЙСК, МАССОВЫЙ ВЫХОД ТЕХНИКИ В СВЯЗИ С НАЧАЛОМ ОТКРЫТИЯ ОЛИМПИЙСКИХ ИГР, |                                                               |
| 13.02.2014     | 13:50                                                                 | МДЖБ МДЖБ 55476 РАЗЛОЖКА 4808 2329                                                                                               |                                                               |
| 16.02.2014     | 17:03                                                                 | МДЖБ МДЖБ 52827 МАЛЬТИДИТ 2556 3977                                                                                              |                                                               |
| 16.02.2014     | 17:25                                                                 | МДЖБ МДЖБ 15088 МИРИКА 9778 8812                                                                                                 |                                                               |
| 24.02.2014     | 15:32                                                                 | МДЖБ МДЖБ 50026 КАНГИЛЬ 4659 1777                                                                                                |                                                               |
| 24.02.2014     | 17:11                                                                 | МДЖБ МДЖБ 80215 ЕЖЕМУХА 2164 6620                                                                                                |                                                               |
| 27.02.2014     | 13:30                                                                 | МДЖБ МДЖБ 55778 НАДГИБКА 7792 6812                                                                                               |                                                               |
| 18.03.2014     | -                                                                     | МДЖБ МДЖБ 8126 ТЕРРАКТОТА |                                                               |
| 20.01.2022     | 07:50                                                                 | НЖТИ НЖТИ 90493 НУТОБЬЕЙ 6979 9692                                                                                               |                                                               |
| 20.01.2022     | 16:35                                                                 | НЖТИ НЖТИ 51632 МИКРОТРОН 8971 0680                                                                                              |                                                               |
| 25.01.2022     | 10:56                                                                 | НЖТИ НЖТИ 75920 АФОНОДЕК 5598 3346                                                                                               |                                                               |
| 14.02.2022     | 05:55                                                                 | НЖТИ НЖТИ 97392 ДОМИНИОН 8930 2048                                                                                               |                                                               |
| 14.02.2022     | 06:01                                                                 | НЖТИ НЖТИ 10407 РЯДОСПАР 8170 5960                                                                                               |                                                               |
| 14.02.2022     | 06:20                                                                 | НЖТИ НЖТИ 44073 НАРУЧНИЙ 1512 8503                                                                                               |                                                               |
| 14.02.2022     | 06:22                                                                 | НЖТИ НЖТИ 98368 АМИЛОСКИФ 1362 0715                                                                                              |                                                               |
| 10.04.2023     | 10:22                                                                 | НЖТИ НЖТИ 09989 ЛЕЩОХЛЕВ 6495 6880                                                                                               |                                                               |
| 10.04.2023     | 13:38                                                                 | НЖТИ НЖТИ 22380 ИКСОБОЕВ 6397 2775                                                                                               |                                                               |
| 10.04.2023     | 14:47                                                                 | НЖТИ НЖТИ 55233 ПЛЯЖОКОТ 5403 1602                                                                                               |                                                               |
| 13.04.2023     | 15:52                                                                 | НЖТИ НЖТИ 11840 ЛЯРДОТУФ 8926 4497                                                                                               |                                                               |
| 13.04.2023     | 16:03                                                                 | НЖТИ НЖТИ 13968 СМОТРЕНЬЕ 1839 7235                                                                                              |                                                               |
| 17.04.2023     | 07:56                                                                 | НЖТИ НЖТИ 84711 ПЕРСОЛЮКС 1853 6582,                                                                                             |                                                               |
| 17.04.2023     | 10:37                                                                 | НЖТИ НЖТИ 47780 РАЗГОНИСТЫЙ 3777 9255                                                                                            |                                                               |
| 20.04.2023     | 16:33                                                                 | НЖТИ НЖТИ 49223 ЛОРДОЧАР 4284 6614                                                                                               |                                                               |
| 24.04.2023     | 08:23                                                                 | НЖТИ НЖТИ 16594 МАТЕМАТИЧКА 7828 8610                                                                                            |                                                               |
| 25.04.2023     | 13:22                                                                 | НЖТИ НЖТИ 99462 КРИТОЛОКС 6819 8855                                                                                              |                                                               |
| 27.04.2023     | 10:31                                                                 | НЖТИ НЖТИ 96620 ЗООПАРК 1144 6637                                                                                                |                                                               |
| 27.04.2023     | 16:17                                                                 | НЖТИ НЖТИ 23222 ФАНТОГЛЯД 8926 4497                                                                                              |                                                               |
| 28.04.2023     | 12:54                                                                 | НЖТИ НЖТИ 64472 ПЛЮШОВВОД 7614 6467                                                                                              |                                                               |
| 29.04.2023     | 10:33                                                                 | НЖТИ НЖТИ 01449 УТЮГОНИТ 6373 2890                                                                                               |                                                               |
| 01.05.2023     | 12:54                                                                 | НЖТИ НЖТИ 27719 ПОДДЕРЖКА 9689 0875                                                                                              |                                                               |
| 04.05.2023     | 12:44                                                                 | НЖТИ НЖТИ 16904 ОШОХЛЫЩ 9037 2344                                                                                                |                                                               |
| 04.05.2023     | 16:26                                                                 | НЖТИ НЖТИ 50070 БУРОКАРП 8730 3048                                                                                               |                                                               |
| 08.05.2023     | 07:56                                                                 | НЖТИ 32 сбой, сбой сбой, НЖТИ НЖТИ 32339 КРУГОКОНЬ 8170 2048                                                                     |                                                               |
| 08.05.2023     | 13:17                                                                 | НЖТИ НЖТИ 13334 ВТУЗОПИК 8170 5968                                                                                               |                                                               |
| 11.05.2023     | 10:55                                                                 | НЖТИ НЖТИ 62903 МЕТАЛЛОФОН 1362 0715                                                                                             |                                                               |
| 11.05.2023     | 12:24                                                                 | НЖТИ НЖТИ 32956 НАЛАДЧИЦА 5964 0140 !                                                                                            |                                                               |
| 15.05.2023     | 07:53                                                                 | НЖТИ НЖТИ 87813 НЕВЕРНЫЙ 145 1643                                                                                                |                                                               |
| 17.08.2023     | 16:03                                                                 | НЖТИ НЖТИ 20135 БЕНЗИННЫЙ 3660 7001                                                                                              |                                                               |
| 18.05.2023     | 08:02                                                                 | НЖТИ НЖТИ 37948 МАКЛАК 9051 8779                                                                                                 |                                                               |
| 18.05.2023     | 15:50                                                                 | НЖТИ НЖТИ 07216 БАБУИН 1089 3317                                                                                                 |                                                               |
| 22.05.2023⁠     | 09:23                                                                 | НЖТИ НЖТИ 52374 ДНОДОРЮШ 5528 6989                                                                                               |                                                               |
| 22.05.2023⁠     | 13:35                                                                 | НЖТИ НЖТИ 03258 ГОРДЫНЯ 3226 4768                                                                                                |                                                               |
| 22.05.2023⁠     | 15:32                                                                 | НЖТИ НЖТИ 82840 ОТСТРАДАНИЕ 3995 2030                                                                                            |                                                               |
| 25.05.2023     | 09:27                                                                 | НЖТИ НЖТИ 37330 ЛИОНОРОГ 7934 0510                                                                                               |                                                               |
| 29.05.2023     | 12:27                                                                 | НЖТИ НЖТИ 70414 СГОНОТОР 4259 7212                                                                                               |                                                               |
| 01.06.2023     | 12:46                                                                 | НЖТИ НЖТИ 06925 БУГОПИРС 3087 9610                                                                                               |                                                               |
| 01.06.2023     | 15:30                                                                 | НЖТИ НЖТИ 61522 СТЕНОНОЖ 6790 4701                                                                                               |                                                               |
| 02.06.2023     | 09:49                                                                 | НЖТИ НЖТИ 51130 ТАЗОМИРТ 4610 2469                                                                                               |                                                               |
| 04.06.2023     | 12:37                                                                 | НЖТИ НЖТИ 35645 АУТОГЕРБ 9317 8248                                                                                               |                                                               |
| 08.06.2023     | 10:26                                                                 | НЖТИ НЖТИ 17162 МОСЛАТЫЙ 1585 6815                                                                                               |                                                               |
| 08.06.2023     | 11:26                                                                 | НЖТИ НЖТИ 01472 ДАЛЬТОНИК 4895 6841                                                                                              |                                                               |
| 08.06.2023     | 16:21                                                                 | НЖТИ НЖТИ 38880 СОНОДЫМ 2888 5408                                                                                                |                                                               |
| 13.06.2023     | 18:11                                                                 | НЖТИ НЖТИ 00257 НАЙМОЧЕС 8763 5779                                                                                               |                                                               |
| 14.06.2023     | 13:50                                                                 | НЖТИ НЖТИ 21441 МНЕМОСХЕМА 3483 7852                                                                                             |                                                               |
| 14.06.2023     | 14:05                                                                 | НЖТИ НЖТИ 27949 КОРРЕКЦИЯ 8612 5493                                                                                              |                                                               |
| 18.01.2024     | 09:38                                                                 | НЖТИ НЖТИ 53482 МАЛОСОЛЕНЫЙ 4068 5547                                                                                            |                                                               |
| 18.01.2024     | 09:47                                                                 | НЖТИ НЖТИ 91688 МАКАЛЬЩИК 9223 6768 ГНУСЛИВОСТЬ 1586 9891                                                                        |                                                               |
| 18.01.2024     | 10:07                                                                 | НЖТИ НЖТИ 41881 НЕВЕЛИЧКА 8217 2419                                                                                              |                                                               |
| 18.01.2024     | 10:44                                                                 | НЖТИ НЖТИ 29357 БРАСОБОСС 8448 5597                                                                                              |                                                               |
| 18.01.2024     | 11:28                                                                 | НЖТИ НЖТИ 42493 РОКОШТОФ 6856 1920 ЛИМБОДУХ 3641 5048 УДАРОКИЕВ 9399 3945                                                        |                                                               |
| 18.01.2024     | 11:50                                                                 | НЖТИ НЖТИ 84622 АМИЛОТИР 7272 3084                                                                                               |                                                               |
| 01.02.2024     | 07:56                                                                 | НЖТИ НЖТИ 23229 АНУСОЗУЛУ 1669 4735                                                                                              |                                                               |
| 01.02.2024     | 09:37                                                                 | НЖТИ НЖТИ 15912 ПОКАТЫЙ 6479 2375                                                                                                |                                                               |
| 14.02.2024     | 06:09                                                                 | НЖТИ НЖТИ 58321 КУРСОФТОР 7192 2818 НЕФОФУНТ 9045 1401                                                                           |                                                               |
| 14.02.2024     | 07:37                                                                 | НЖТИ НЖТИ 26186 РАЗУМНЕЙШИЙ 3499 4042                                                                                            |                                                               |
| 14.02.2024     | 07:58                                                                 | ЦЖАП ЦЖАП 79051 НАЗВАНЬЕ 6162 5457                                                                                               |                                                               |
| 14.02.2024     | 07:59                                                                 | НЖТИ НЖТИ 93922 СКАЛОТЕМП 0819 8261                                                                                              |                                                               |
| 14.02.2024     | 09:06                                                                 | НЖТИ НЖТИ 02485 СЕЗОННОСТЬ 4011 0102                                                                                             |                                                               |
| 14.02.2024     | 09:28                                                                 | НЖТИ НЖТИ 50303 АФОНОБУЕР 5385 3148 ОГНЕВА 3319 6491                                                                             |                                                               |
| 14.02.2024     | 09:50                                                                 | НЖТИ НЖТИ 69960 ЛЕТОХАЛЛ 1354 1102                                                                                               |                                                               |
| 14.02.2024     | 10:08                                                                 | ЦЖАП ЦЖАП 79404 ИНИСТЫЙ 7160 2313                                                                                                |                                                               |
| 14.02.2024     | 10:11                                                                 | НЖТИ НЖТИ 77209 УЗАКОНЕНИЕ 8427 7481                                                                                             |                                                               |
| 14.02.2024     | 10:30                                                                 | ЦЖАП ЦЖАП 56975 БАКСОМАРТ 9414 5594                                                                                              |                                                               |
| 17.11.2024     | 14:54                                                                 | НЖТИ НЖТИ 45670 РЕЗОН 4275 5407                                                                                                  |                                                               |
| 11.12.2024     | 09:09                                                                 | НЖТИ НЖТИ 54095 АЗБУКА 5075 8976                                                                                                 |                                                               |
| 11.12.2024     | 09:32                                                                 | НЖТИ НЖТИ 75620 ХУНХУЗ 1270 1111                                                                                                 |                                                               |
| 11.12.2024     | 10:38                                                                 | НЖТИ НЖТИ 50743 НАНАЙКА 33601514                                                                                                 |                                                               |
| 11.12.2024     | 10:45                                                                 | НЖТИ НЖТИ 52821 ПАНКОСВОД 6543 8234                                                                                              |                                                               |
| 11.12.2024     | 10:54                                                                 | ЦЖАП ЗМ09 86765 03606 ДВОЕБРАЧЬЕ 6198 6297                                                                                       |                                                               |
| 11.12.2024     | 11:30                                                                 | НЖТИ НЖТИ 41483 ОНЕРОРУСТ 4826 2811                                                                                              |                                                               |
| 11.12.2024     | 12:37                                                                 | НЖТИ НЖТИ 27591 ЙЕМЕНКА 3200 5737 ОВЕНОТРАП 1318 2877 ПРОДОТРЯД 7345 8894                                                        |                                                               |
| 11.12.2024     | 12:53                                                                 | НЖТИ НЖТИ 22503 ЛАГОГРАЧ 5808 0812                                                                                               |                                                               |
| 11.12.2024     | 13:14                                                                 | ЦЖАП ЗМ09 77643 74321 МАИСОБЭР 71871565                                                                                          |                                                               |
| 11.12.2024     | 13:16                                                                 | НЖТИ НЖТИ 03299 ЖРЕЦОШЛАГ 3738 9184                                                                                              |                                                               |
| 11.12.2024     | 13:31                                                                 | ЦЖАП ЗМ09 78717 83444 КУБОКИТ 8583 5933                                                                                          |                                                               |
| 11.12.2024     | 13:40                                                                 | УЛВН 86307 БЕЗОТХОДНЫЙ 8590 5580 КРИЗОТЮТЯ 5476 8157                                                                             |                                                               |
| 11.12.2024     | 13:42                                                                 | УЛВН 56797 БАНКОЗУЛА 0010 1864 КОРЗИНОЧНЫЙ 5045 4356                                                                             |                                                               |
| 11.12.2024     | 13:50                                                                 | НЖТИ НЖТИ 58233 ВТУЗОТЮК 36631012                                                                                                |                                                               |
| 11.12.2024     | 14:33                                                                 | ЦЖАП ЗМ09 37798 77918 НЕУПРУГИЙ 8187 1646                                                                                        |                                                               |
| 11.12.2024     | 14:37                                                                 | НЖТИ НЖТИ 96094 БИЛЬЯРД 0626 2407                                                                                                |                                                               |
| 11.12.2024     | 14:51                                                                 | УЛВН 49508 ХВАТАНИЕ 7086 7242 |                                                               |
| 11.12.2024     | 14:59                                                                 | НЖТИ НЖТИ 07195 БИОТОК 88451112                                                                                                  |                                                               |
| 11.12.2024     | 15:44                                                                 | НЖТИ НЖТИ 78844 ПАКТОБЕЙ 7074 8435                                                                                               |                                                               |
| 11.12.2024     | 16:16                                                                 | ЦЖАП ЗМ09 82149 37087 ГЕЕННА 9063 4549                                                                                           |                                                               |
| 11.12.2024     | 16:25                                                                 | ЦЖАП 19538 КОШОМОХ 0100 9953 БАНДЕРОЛЬКА 9142 3013                                                                               |                                                               |
| 11.12.2024     | 16:32                                                                 | ЦЖАП ЗМ09 89212 82157 ПИСКЛИВОСТЬ 8838 2012                                                                                      |                                                               |
| 11.12.2024     | 16:36                                                                 | ЦЖАП ЗМ09 96661 32144 МЭРОТИФ 0104 5372 ПУЧОК 5201 2227                                                                          |                                                               |
| 11.12.2024     | 17:14                                                                 | НЖТИ НЖТИ 51733 БРОДОЩЕЛК 0683 5413                                                                                              | Прим.: протягом 11.12.2024 передано, всього — 24 повідомлення |
| 08.02.2025     |                                                                       | НЖТИ НЖТИ 60021 ПОКАТЫЙ 6479 2375                                                                                                |                                                               |
| 08.02.2025     |                                                                       | НЖТИ НЖТИ 85633 КВИТОКОВШ 8326 9314                                                                                              | Прим.: — запис повідомлення.                                  |
| 09.02.2025     | 12:47                                                                 | НЖТИ НЖТИ 24879 СКОПОЧЕС 6204 7160                                                                                               | Прим.: — запис повідомлення.                                  |
| 10.02.2025     |                                                                       | НЖТИ НЖТИ 5027 СТАТИЧНОСТЬ 3132 5387                                                                                             |                                                               |
| 10.02.2025     | НЖТИ НЖТИ 50111 ПИРАТСКИЙ 0101 8197 СТЕНОДАМП 8423 6010               | |                                                               |
| 10.02.2025     | НЖТИ НЖТИ 65313 МАКОВКА 4400 9901 ПЕНСИОН 1395 2560 СЛЮНТЯЙ 5911 5050 | |                                                               |
| 10.02.2025     |                                                                       | НЖТИ НЖТИ 31143 ДИЕЗОНАРД 1417 1992                                                                                              | Прим.: — запис повідомлення.                                  |
| 27.03.2025     |                                                                       | НЖТИ НЖТИ 85765 ТОМОМОЗГ 9968 2747                                                                                               |                                                               |
| 27.03.2025     | НЖТИ НЖТИ 62622 ШНАПС 5604 5596                                       | |                                                               |
| 27.03.2025     |                                                                       | НЖТИ НЖТИ 96488 ТЕНДЕР 8757 3852                                                                                                 | Прим.: — запис повідомлення.                                  |
| 19.05.2025     | 16:15                                                                 | НЖТИ НЖТИ 89905 БЛЕФОПУФ 4097 5573                                                                                               |                                                               |
| 19.05.2025     | 19:47                                                                 | НЖТИ НЖТИ 01263 БОЛТАНКА 4430 9529                                                                                               | Прим.: — джерело інформації.                                  |
| 22.05.2025     | 13:13                                                                 | НЖТИ НЖТИ 37339 БЕЗЗЛОБИЕ 4220 7856                                                                                              |                                                               |
| 22.05.2025     | 14:24                                                                 | НЖТИ НЖТИ 04315 ХРЮКОСТЯГ 4726 4703                                                                                              | Прим.: — джерело інформації.                                  |
| 29.05.2025     |                                                                       | НЖТИ НЖТИ 52661 ЛУЧОТОРГ 9114 0297                                                                                               |                                                               |
| 29.05.2025     |                                                                       | НЖТИ НЖТИ 91004 КОПНА 5554 1730                                                                                                  | Прим.: — джерело інформації.                                  |
| 02.06.2025     | 16:00                                                                 | НЖТИ НЖТИ 89364 ИБОБАЗА 2766 3413                                                                                                |                                                               |
| 02.06.2025     | 17:32                                                                 | НЖТИ НЖТИ 97954 АРАПОБЛИЦ 3449 5582                                                                                              | Прим.: — джерело інформації.                                  |

## Радіохулігани

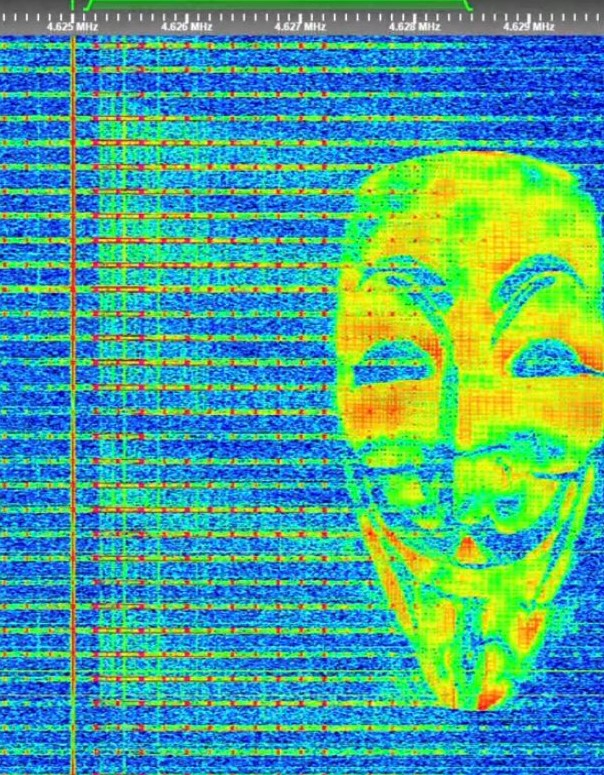
Приклад роботи радіохулігана

Амогуси, хардбас і військові шифри: найзагадковіша радіостанція Росії стала майданчиком для регулярних піратських ефірів
«УВБ-76», яку вважають радіостанцією російських військових, у вільний від повідомлень час почали захоплювати тролі. На Заході стурбовані, що меми та думерські пісні можуть «спровокувати» Росію
Оригінальний текст (рос.)
Амогусы, хардбасс и военные шифры: самая загадочная радиостанция России стала площадкой для регулярных пиратских эфиров
«УВБ-76», которую считают каналом связи российских военных, в свободное от сообщений время стали захватывать тролли. На Западе обеспокоены, что мемы и думерские песни могут «спровоцировать» Россию.
 Однією з частих подій на «УВБ-76» є радіохулігани. Амогуси, троллфейси, музика — все це відбувається на частоті військової радіостанції. Радіохулігани зазвичай вмикають музику, деякі з них самі виходять в ефір та спілкуються з такими як вони. 

### 2017
24 грудня 2017 року, близько 20:00 (за київським часом), «УВБ-76» припинила своє звичайне мовлення, замість маяка в ефірі звучав реп російською мовою та згодом зазвучали гасла: "Слава Україні!". Хто вклинився в ефір станції і з якої причини, невідомо. Слова пісні, що прозвучала на «УВБ-76», важко розібрати через перешкоди, але по окремих фразах можна зробити висновок, що це трек "ПТН ПНХ" українського виконавця Wellni.

### 2022
27 лютого 2022 року угруповання «Анонімус» заявило, що нейтралізували "жужжалку".
1 березня 2022 року, в ефірі радіостанції «УВБ-76» зазвучали пісні польского виконавця Cypis: 
- Putin

- Gdzie Jest Biały Węgorz (відома, як Polish Cow)

Незважаючи на музику в ефірі, радіостанція продовжувала працювати в своєму звичному режимі.

### 2023
28 серпня 2023 року, в ефірі радіостанції «УВБ-76» зазвучала пісня Айдаміра Мугу — «Чорні очі» (рос. Айдамир Мугу — «Чёрные Глаза»), не зважаючи на музику, станція працювала в звичайному режимі.